# TT285
TT285 (Theban Tomb 285) è la sigla che identifica una delle Tombe dei Nobili ubicate nell'area della cosiddetta Necropoli Tebana, sulla sponda occidentale del Nilo dinanzi alla città di Luxor, in Egitto. Destinata a sepolture di nobili e funzionari connessi alle case regnanti, specie del Nuovo Regno, l'area venne sfruttata, come necropoli, fin dall'Antico Regno e, successivamente, sino al periodo Saitico (con la XXVI dinastia) e Tolemaico.

## Titolare
TT285 era la tomba di:
| Titolare | Titolo                    | Necropoli       | Dinastia/Periodo  | Note |
| -------- | ------------------------- | --------------- | ----------------- | ---- |
| Iny      | Capo del magazzino di Mut | Dra Abu el-Naga | Periodo Ramesside |      |

## Biografia
Unica notizia ricavabile il nome della moglie Tentonet, Cantatrice di Mut.

## La tomba
TT285 è costituita, planimetricamente, da un lungo corridoio perpendicolare all'ingresso che immette in una sala trasversale che prosegue in una camera non ultimata. Sulle pareti del corridoio, (1) solo l'abbozzo di una lunga processione di uomini e donne una delle quali regge uno specchio; sulla parete opposta (3-4), in tre scene, preti in presenza del defunto assiso, con un'oca sotto la sedia. Seguono scene del defunto dinanzi ad Anubi e del defunto e della famiglia in presenza di Osiride e altre divinità non precisate. Segue un corridoio (4): sulla parete di sinistra è rappresentata, in alto, la barca di Ra-Horakhti e in basso, su due registri sovrapposti, il defunto e la moglie che recitano inni dedicati a Ra-Horakhti mentre figli e figlie (di cui non sono indicati i nomi) li adorano. Sulla parete opposta, su due registri, il defunto e la moglie in presenza di tre divinità femminili, nonché una liutista che canta una canzone in loro onore. Il corridoio immette nella sala rettangolare; sulle pareti: su due registri (5) genti in adorazione di Ra-Horakhti e di divinità femminili; scene della processione funeraria con il traino del sarcofago e di alcuni scrigni e scena della Cerimonia di apertura della bocca e degli occhi. Segue, su due registri (6), scena di portatori di offerte e di adorazione nonché (7) il defunto seguito da due donne in presenza di Osiride e Iside. Su altre pareti, (8) il defunto in adorazione, tre divinità femminili con il ba del defunto e il defunto e un'altra coppia assisi. Seguono (9) scene tratte dal Libro delle Porte e il defunto in adorazione di alcune divinità (?). Seguono, su due registri e due scene (10), il defunto e la moglie con Wepwaut e altre divinità femminili, nonché il defunto e Thot in presenza di Osiride. In altre scene, su due registri, il defunto e la moglie dinanzi ad Amenhotep I (?) e alla regina Ahmose Nefertari; il defunto e la moglie dinanzi alla dea Hathor in sembianze di mucca sacra a protezione del re. un breve corridoio, sulle cui pareti sono scarsamente leggibili resti di testi sacri, immette in una camera non ultimata.

### Annotazioni
1. ↑  La numerazione dei locali e delle pareti segue quella di Porter e Moss 1927, p. 356.
2. ↑  La prima numerazione delle tombe, dalla numero 1 alla 252, risale al 1913 con l'edizione del "Topographical Catalogue of the Private Tombs of Thebes" di Alan Gardiner e Arthur Weigall. Le tombe erano numerate in ordine di scoperta e non geografico; ugualmente in ordine cronologico di scoperta sono le tombe dalla 253 in poi.
3. ↑  I campi della Duat, ovvero l'aldilà egizio, si trovavano, secondo le credenze, proprio sulla riva occidentale del grande fiume.
4. ↑  Nella sua epoca di utilizzo, l'area era nota come "Quella di fronte al suo Signore" (con riferimento alla riva orientale, dove si trovavano le strutture dei Palazzi di residenza dei re e i templi dei principali dei) o, più semplicemente, "Occidente di Tebe".
5. ↑  le Tombe dei Nobili, benché raggruppate in un'unica area, sono di fatto distribuite su più necropoli distinte.
6. ↑  Le note, sovente di inquadramento topografico della tomba, sono tratte, fino alla TT252, dal "Topographical Catalogue" di Gardiner e Weigall, ed. 1913 e fanno perciò riferimento alla situazione dell'epoca.

### Fonti
1. ↑  Gardiner e Weigall 1913.
2. ↑  Donadoni 1999,  p. 115.
3. ↑  Porter e Moss 1927, p. 367.
4. ↑  Porter e Moss 1927,  p. 367.
5. ↑  Porter e Moss 1927,  pp. 367-368.